# Phellinus pusillus
Phellinus pusillus är en svampart som först beskrevs av Lloyd, och fick sitt nu gällande namn av Leif Ryvarden 1989. Phellinus pusillus ingår i släktet Phellinus och familjen Hymenochaetaceae.   Inga underarter finns listade i Catalogue of Life.